# 2008年夏季殘疾人奧林匹克運動會納米比亞代表團
2008年夏季殘疾人奧林匹克運動會納米比亞代表團於2008年9月6日至17日參加在中國北京舉行的第13屆殘疾人奧運會。
納米比亞在本屆殘奧會將派出一位運動員出戰田徑一項項目。

## 獎牌榜
| 奖牌 | 运动员          | 项目 | 赛事             |
| ---- | --------------- | ---- | ---------------- |
| 銅牌 | 雷金纳德·贝内德 | 田徑 | 男子铁饼F35/36級 |

## 參賽項目

### 田徑
- 雷金纳德·贝内德

　　- 男子铁饼F35/36級 - 37.57m（1076分）-  銅牌  

　　- 男子铅球F35/36級 - 11.27m（903分）- 7th 